# Золота ключка (Чехія)
«Золота ключка» (чеськ. Zlatá hokejka) — щорічна нагорода найкращому хокеїсту Чехії (в 1969-1993 роках Чехословаччини). Першим лауреатом став гравець «Дукли» з Їглави Ян Сухий.
Яромір Ягр визнавався найкращим в країні одинадцять разів (у 1995, 1996, 1999, 2000, 2002, 2005, 2006, 2007, 2008, 2011, 2014 роках), а Домінік Гашек — п'ять (1987, 1989, 1990, 1997, 1998).

## Чехословаччина
| Сезон | Лауреат            | Команда                              |
| ----- | ------------------ | ------------------------------------ |
| 1969  | Ян Сухий           | «Дукла» (Їглава)                     |
| 1970  | Ян Сухий           | «Дукла» (Їглава)                     |
| 1971  | Франтішек Поспішил | СОНП-«Польді» (Кладно)               |
| 1972  | Франтішек Поспішил | СОНП-«Польді» (Кладно)               |
| 1973  | Владімір Мартінець | «Тесла» (Пардубице)                  |
| 1974  | Їржі Голечек       | «Спарта» (Прага)                     |
| 1975  | Владімір Мартінець | «Тесла» (Пардубице)                  |
| 1976  | Владімір Мартінець | «Тесла» (Пардубице)                  |
| 1977  | Мілан Новий        | СОНП-«Польді» (Кладно)               |
| 1978  | Іван Глінка        | ХЗ (Литвинов)                        |
| 1979  | Владімір Мартінець | «Тесла» (Пардубице) «Дукла» (Їглава) |
| 1980  | Петер Штястний     | «Слован» (Братислава)                |
| 1981  | Мілан Новий        | СОНП-«Польді» (Кладно)               |
| 1982  | Мілан Новий        | СОНП-«Польді» (Кладно)               |
| 1983  | Вінцент Лукач      | ВСЖ (Кошице)                         |
| 1984  | Ігор Ліба          | ВСЖ (Кошице)                         |
| 1985  | Їржі Кралик        | ТЕ «Готтвальдов»                     |
| 1986  | Владімір Ружичка   | ХЗ (Литвинов)                        |
| 1987  | Домінік Гашек      | «Тесла» (Пардубице)                  |
| 1988  | Владімір Ружичка   | ХЗ (Литвинов)                        |
| 1989  | Домінік Гашек      | «Тесла» (Пардубице)                  |
| 1990  | Домінік Гашек      | «Дукла» (Їглава)                     |
| 1991  | Бедржих Щербан     | «Дукла» (Їглава)                     |
| 1992  | Роберт Швегла      | «Дукла» (Тренчин)                    |
| 1993  | Мілош Голан        | «Вітковіце» (Острава)                |

## Чехія
| Сезон | Лауреат        | Команда                             |
| ----- | -------------- | ----------------------------------- |
| 1994  | Роман Турек    | «Чеське Будейовіце»                 |
| 1995  | Яромір Ягр     | «Піттсбург Пінгвінс»                |
| 1996  | Яромір Ягр     | «Піттсбург Пінгвінс»                |
| 1997  | Домінік Гашек  | «Баффало Сейбрс»                    |
| 1998  | Домінік Гашек  | «Баффало Сейбрс»                    |
| 1999  | Яромір Ягр     | «Піттсбург Пінгвінс»                |
| 2000  | Яромір Ягр     | «Піттсбург Пінгвінс»                |
| 2001  | Їржі Допіта    | «Всетін»                            |
| 2002  | Яромір Ягр     | «Вашингтон Кепіталс»                |
| 2003  | Мілан Гейдук   | «Колорадо Аваланч»                  |
| 2004  | Роберт Ланг    | «Детройт Ред-Вінгс»                 |
| 2005  | Яромір Ягр     | «Рабат» (Кладно) «Авангард» (Омськ) |
| 2006  | Яромір Ягр     | «Нью-Йорк Рейнджерс»                |
| 2007  | Яромір Ягр     | «Нью-Йорк Рейнджерс»                |
| 2008  | Яромір Ягр     | «Нью-Йорк Рейнджерс»                |
| 2009  | Патрік Еліаш   | «Нью-Джерсі Девілс»                 |
| 2010  | Томаш Вокоун   | «Флорида Пантерс»                   |
| 2011  | Яромір Ягр     | «Авангард» (Омськ)                  |
| 2012  | Патрік Еліаш   | «Нью-Джерсі Девілс»                 |
| 2013  | Давід Крейчі   | «Бостон Брюїнс»                     |
| 2014  | Яромір Ягр     | «Нью-Джерсі Девілс»                 |
| 2015  | Якуб Ворачек   | «Філадельфія Флайєрс»               |
| 2016  | Яромір Ягр     | «Флорида Пантерс»                   |
| 2017  | Давід Пастрняк | «Бостон Брюїнс»                     |
| 2018  | Давід Пастрняк | «Бостон Брюїнс»                     |